# Јоко Оно
Јоко Оно (18. фебруар 1933, Токио) јапанска је уметница и активисткиња. Широј јавности је позната као некадашња жена Џона Ленона, као и по радовима из области авангардне уметности, конкретно филма и музике. Поставила је феминизам у фокус своје уметности. Такође је позната по свом доприносу уметности, миру као и борби против АИДС-а. Ленон је једном рекао за њу: "Она је најпознатији непознати уметник на свету."

## Детињство, младост и породица
Јоко Оно је рођена 1933. године у Токију. Њен отац, Еисуке Оно, у раној младости био је пијаниста, а потом банкар. Име Јоко на јапанском значи "дете океана“. Две недеље пре њеног рођења њен отац бива премештен послом у Њујорк, а потом у Ханој, а након тога се породица поново враћа у Јапан. Јоко са породицом проживљава и бомбардовање Јапана, а после тога следи тежак период за њу и њену породицу. У тешким временима, након што су на Јапан бачене две атомске бомбе, породица се борила да обезбеди егзистенцију са мало хране. Након тешких година, ствари крећу набоље када се њена породица сели поново у Њујорк где Јоко наставља са својим усавршавањем у области уметности. Живела је у Њујорку до 2023. године.

## Џон Ленон
Јоко Оно се, након селидбе њене породице у Њујорк, бави уметношћу. Приказивала је своја дела разним њујоршким галеријама. Тако се на једној изложби, 9. новембра 1966. године, упознаје са Џоном Леноном који је тада био у браку са Синтијом Пауел (Cynthia Powell). По једној од многих верзија приче, упознао их је власник галерије, Џон Данбар (John Dunbar). Убрзо потом, они су остали у контакту што се Леноновој жени никако није допадало. Ленон се у почетку правдао да само жели да помогне Јоко у својим настојањима да представи своју уметност широј јавности. Током 1968. године, у одсуству своје супруге, Ленон је позвао Јоко да буде гост у његовој кући. Током ток сусрета, Јоко Оно је остала у другом стању али је трудноћа резултовала побачајем у новембру исте године, неколико месеци након што је Ленонов развод од супруге постао правоснажан.
Током последње две године које је провео у Битлсима (Beatles), Ленон је заједно са Јоко Оно отпочео јавне протесте против рата у Вијетнаму. Јоко Оно се 1969. године удаје за Џона Ленона на Гибралтару. Након венчања настављају са заједничким јавним наступима, најчешће у виду перформанса, који су усмерени ка успостављању трајног мира међу људима. Овај период, Ленон је овековечио у песми "Балада о Џону и Јоко" ("Balad of John and Yoko"). Јоко се појављивала са Џоном Леноном и на концертима. На позив Френка Запе да свира са њим, Ленон се појавио са Јоко Оно. Заједничка ангажовања на неким песмама објављена су као радови бенда "Plastic Ono Band".
Џон Ленон је 1980. године убијен у хаустору зграде у којој је живео. Убиство је починио Марк Дејвид Чепмен ("Mark David Chapman"), је пуцао у Ленона пиштољем из непосредне близине, који је преминуо на путу за болницу. Овај догађај је потресао цео свет, нарочито обожаваоце Битлса. Ништа мање стресан није био ни за Јоко Оно која је била сведок убиства.

## Уметност и активизам
Без обзира на богату уметничку каријеру у различитим областима, од експерименталне и популарне музике, преко визуелних уметности и филма, па до социјалног активизма, Јоко Оно је остала у сенци човека који је својевремено био најпопуларнија личност на планети.
Неки је памте као особу која је извела "Комад са сечењем", у коме је изложила своје непомично седеће тело обучено у конвенционалну одећу, коју је публика била позвана да исече маказама које су лежале испред ње. То извођење нечега што ће се касније назвати перформансом, десило се у Кјоту, јула 1964. године и Токију, августа исте године да би касније било поновљено у Паризу 2003. године. У оригиналној изведби одражавало је њен став према рату у Вијетнаму, а у поновљеној према рату у Ираку. Неки други је памте по експерименталним филмовима које је уједно и режирала, писала за њих музику, монтирала, а некада и играла у њима, као "Број 4" (или, популарније: "Дупета") из 1966. године, у коме се стално само смењују голе задњице, веома индивидуализоване изгледом и кретањима; или "Мува" из 1970. која у крупном плану прати муву која се креће по голом женском телу; или "Слобода", из исте године, која у једноминутном кадру прати кретање женске особе која откопчава брустхалтер. Део публике се везује за пројекте из области популарне музике са Пластик Оно Бендом, док је прави корен њене уметничке каријере, у ствари, био везан за нову експерименталну музику.
Композитори са којима је сарађивала и од којих је учила били су Хенри Кауел, Стефан Волпе, и Едгар Варезе (код кога је студирао и Френк Запа), да би преко Волпеа упознала и Џона Кејџа чија подршка ју је уверила да пут којим је већ интуитивно кренула стварно води ка некој новој уметности.
На изложби у АГ Галерији у Њујорку 1961. године изложила је "Слике са инструкцијама", а на изложби у Индика Галерији у Лондону 1966. године "Незавршене слике“. У више наврата је проглашавала неко дрво "дрвом жеља" и позивала публику да своје жеље, на неком папиру исписане, качи на њега. Јоко Оно се укључила и у дебату која се односи на нови амерички закон који се односи на контролу оружја. Она је на свом профилу на друштвеној мрежи "Твитер" ("Twiterr") поставила фотографију крвавих наочара покојног супруга, Џона Ленона, на 44. годишњицу њиховог брака. Слику је испратила изјава: "Више од 1.057.000 људи је убијено из ватреног оружја у САД откако је убијен Џон Ленон, 8. децембра 1980."

## Критике
Многи и данас сматрају да је Јоко Оно непосредни кривац за распад "Битлса“. Наиме, од почетка своје везе са Леноном, непрестано је била са њим. Присуствовала је готово свим пробама групе, на снимањима песама у студију, чак би и понекад певала на некој од проба. Њено присуство код осталих чланова бенда изазвало нетрпељивост према њој јер је било очигледна умањена креативност код Ленона који је све мање времена проводио са осталим члановима групе.
Целокупна ситуација кулминира распадом "Битлса" 1970. године, што навлачи још већи гнев према Јоко Оно код поклоника групе. Критичари и шира јавност су били готово једногласни у оцени да је она искористила тадашњу огромну популарност Џона Ленона како би скренула пажњу на себе и свој рад, не марећи за распад групе.
Тек након деценија ћутања о узроцима распада "Битлса", на ову тему је проговорио Пол Макартни, у интервјуу који је дао познатом британском водитељу Дејвиду Фросту, а чије делове је пренео "Гардијан" ("Guardian"), рекавши како Јоко Оно није крива за распад групе, већ су узроци били сасвим другачији. Он је навео да је група већ била пред распадом јер је Ленон већ одлучио да оде из групе. Макартни је такође рекао да је Јоко Оно усмерила Ленона ка авангарди без чега он не би написао песме попут "Imagine".

## Галерија
- Гостовање у емисији на радију "Ехо Москве" ("Echo of Moscow")
- Јоко Оно полаже цвеће у меморијалном парку "Strawberry Fields" y Сентрал Парку, Њујорк
- Улаз у зграду испред које је Ленон убијен
- Снимање песме "Give peace a chance"